# The Lovers Are Losing
Lovers Are Losing – jest to utwór skomponowany przez angielski zespół rockowy Keane, wydany 20 października 2008 roku jako drugi singel pochodzący z płyty "Perfect Symmetry". Po raz pierwszy w mediach pojawił się już 24 sierpnia 2008 na Hit40uk.

## Wersje wydań

### CD Singel
1. "The Lovers Are Losing" — 5:04
2. "Time to Go" — 3:49

### 7" Single
1. "The Lovers Are Losing" — 5:04
2. "Time to Go" — 3:49

### Wersja cyfrowa #1
1. "The Lovers Are Losing (Radio edit)" — 3:48

### Wersja cyfrowa #2
1. "The Lovers Are Losing" — 5:04
2. "Time to Go" — 3:49

### Wersja cyfrowa #3
1. "The Lovers Are Losing (live from the Forum)" — 5:24
2. "The Lovers Are Losing (demo)" — 5:17
3. "The Lovers Are Losing (CSS remix)" — 4:35

## Listy przebojów
| Notowanie (2008)                  | Osiągnięta Pozycja |
| --------------------------------- | ------------------ |
| Mexico Alfa Top 10                | 3                  |
| Norwegian Singles Chart           | 19                 |
| Billboard Adult Album Alternative | 12                 |
| Dutch Singles Chart               | 30                 |
| Belgian Flanders Singles Chart    | 50                 |
| UK Singles Chart                  | 52                 |